# Marcel Habran
Marcel Habran, né le 5 juin 1933 à Liège (Belgique), est un gangster et parrain belge,.
Actif d'abord dans le vol de métaux et dans la prostitution, il devient une figure connue du crime organisé en Belgique dans les années 1970, quand il participe à plusieurs braquages. Condamné à de multiples reprises, il est libéré en 2016 sous bracelet électronique, après 28 années passées au total derrière les barreaux,.